# UK Music Video Awards
Gli UK Music Video Awards sono dei premi annuali assegnati in Gran Bretagna per celebrare l'innovazione e la tecnica dei video musicali.

## Storia
La prima cerimonia degli UK Music Video Awards è stata proclamata nel 2008 per premiare i registi e produttori esecutivi, direttori della fotografia, designer di produzione, coreografi, stylist, oltre a coloristi, montatori, animatori e effetti speciali dei video musicali. I premi sono consegnati sia a professionisti britannici che internazionali.

## Categorie
- Video dell'anno
- Miglior video pop
- Miglior video rock
- Miglior video indie/alternative
- Miglior video dance
- Miglior video urban
- Miglior budget per un video
- Miglior direzione artistica in un video
- Miglior video di animazione
- Miglior stile in un video
- Miglior fotografia in un video
- Miglior montaggio in un video
- Migliori effetti visivi in un video
- Premio del pubblico
- Miglior produttore
- Miglior regista
- Miglior regista esordiente
- Miglior commissario